# Senegalia gilliesii
Senegalia gilliesii o garabato negro, garabato macho, teatín es una especie de planta en la familia Fabaceae. Se la halla en Argentina, Bolivia y Paraguay, en las ecorregiones de chaco semiárido, chaco árido, chaco serrano, monte de llanuras y mesetas, monte de sierras y bolsones y espinal. 

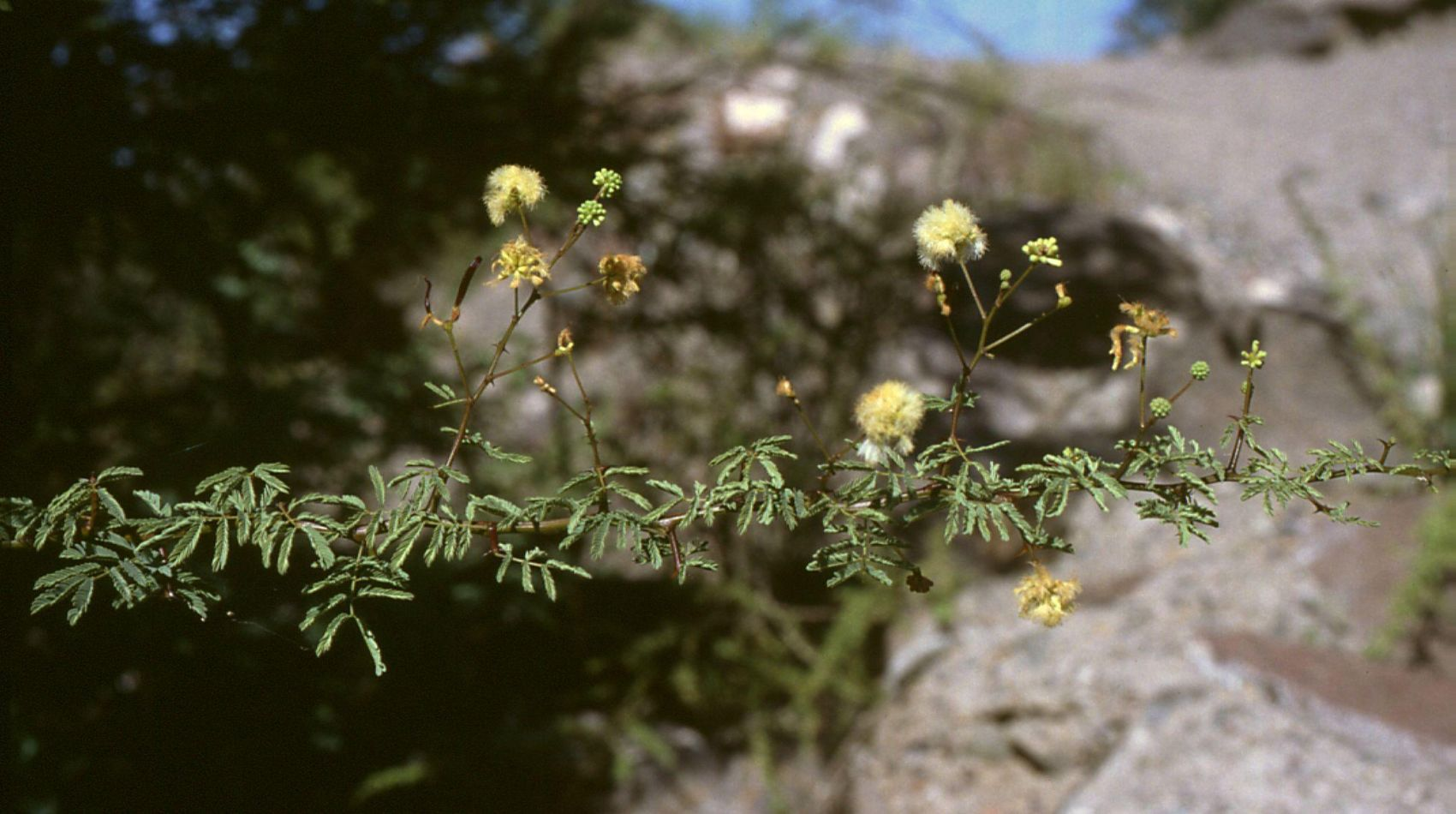
Vista de la planta

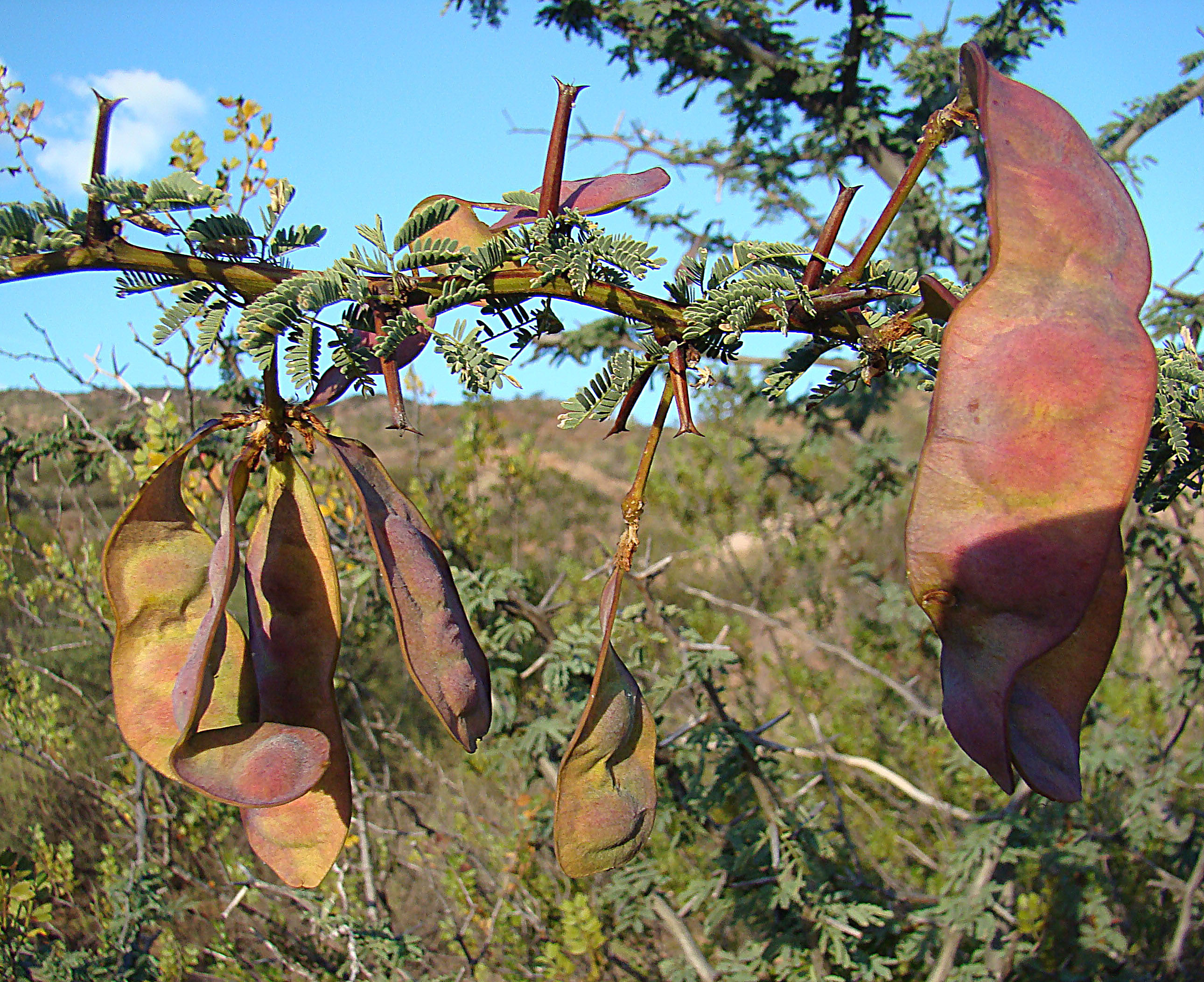
Plano cercano mostrando los frutos y además las peculiares espinas bifurcadas.

## Descripción
Es un arbusto de bellas flores en forma de pompones amarillos, famoso por sus espinas con forma de tridente. Forma rodales densos en el  piedemonte de la provincia de Mendoza, Argentina, a lo largo de los cauces secos. 

## Ecología
Es una especie muy resistente a los aluviones por poseer una fuerte y profunda raíz, lo cual la convierte en una especie muy importante para la fijación del suelo y protección de las cuencas en 
las zonas áridas. También es muy resistente a las sequías, suelos rocosos y a niveles no muy altos de salinidad.

## Taxonomía
Senegalia gilliesii (en ese momento Acacia furcatispina) fue descrita por Arturo Eduardo Burkart y publicado en Darwiniana 7(4): 512. 1947.
Etimología
gilliesii: epíteto latino en honor al médico y botánico Gillies
Sinonimia:
- Acacia furcatispina Burkart
- Acacia gilliesii Steud.[3]
- Acacia furcata Hook. & Arn.
- Manganaroa furcata (Hook. & Arn.) Speg.[4]